# Tournoi de clôture du championnat du Honduras de football 2011
Navigation
Saison précédente Saison suivante
Le Tournoi Clausura 2011 est le vingt-septième tournoi saisonnier disputé au Honduras.
C'est cependant la 58e fois que le titre de champion du Honduras est remis en jeu.
Lors de ce tournoi, le Real España a tenté de conserver son titre de champion du Honduras face aux neuf meilleurs clubs honduriens.
Chacun des dix clubs participant était confronté deux fois aux neuf autres équipes. Puis les quatre meilleures se sont affrontés lors d'une phase finale à la fin du tournoi.
Seulement une place était qualificative pour la Ligue des champions de la CONCACAF.

## Les 10 clubs participants
| \| Hispano FC CD Marathon Real España CD Motagua CD Necaxa CD Olimpia CD Motagua CD Necaxa CD Olimpia CD Motagua CD Necaxa CD Olimpia CD Platense CD Marathon Real España Deportes Savio CD Victoria CD Vida CD Victoria CD Vida \| Localisation des clubs. |
| Hispano FC CD Marathon Real España CD Motagua CD Necaxa CD Olimpia CD Motagua CD Necaxa CD Olimpia CD Motagua CD Necaxa CD Olimpia CD Platense CD Marathon Real España Deportes Savio CD Victoria CD Vida CD Victoria CD Vida                               |

| Club            | Stade                             | Capacité | Ville               |
| Hispano FC (en) | Stade Carlos Miranda              | 10 000   | Comayagua           |
| CD Marathon     | Stade Yankel Rosenthal            | 15 000   | San Pedro Sula      |
| CD Motagua      | Stade Tiburcio Carias Andino      | 35 000   | Tegucigalpa         |
| CD Necaxa       | Stade Olympique José Simón Azcona | 5 000    | Tegucigalpa         |
| CD Olimpia      | Stade Tiburcio Carias Andino      | 35 000   | Tegucigalpa         |
| CD Platense     | Stade Excelsior                   | 10 000   | Puerto Cortés       |
| Real España     | Stade Francisco Morazán           | 20 000   | San Pedro Sula      |
| Deportes Savio  | Stade Sergio Antonio Reyes        | 3 000    | Santa Rosa de Copán |
| CD Victoria     | Stade Nilmo Edwards               | 25 000   | La Ceiba            |
| CD Vida         | Stade Nilmo Edwards               | 25 000   | La Ceiba            |

## Compétition
Le tournoi Clausura s'est déroulé de la même façon que les tournois saisonniers précédents, en deux phases :
- La phase de qualification : les dix-huit journées de championnat.
- La phase finale : les matchs aller-retour allant des demi-finales à la finale.

### Phase de qualification
Lors de la phase de qualification les dix équipes affrontent à deux reprises les neuf autres équipes selon un calendrier tiré aléatoirement.
Les quatre meilleures équipes sont qualifiées pour les demi-finales.
Le classement est établi sur le barème de points classique (victoire à 3 points, match nul à 1, défaite à 0).
Le départage final se fait selon les critères suivants :
- Le nombre de points.
- La différence de buts générale.
- La différence de buts particulière.
- Le nombre de buts marqué.

#### Classement
| Rang | Équipe          | Pts | J  | G | N | P  | Bp | Bc | Diff |
| ---- | --------------- | --- | -- | - | - | -- | -- | -- | ---- |
| 1    | CD Olimpia      | 33  | 18 | 9 | 6 | 3  | 24 | 11 | +13  |
| 2    | CD Motagua      | 31  | 18 | 8 | 7 | 3  | 25 | 17 | +8   |
| 3    | CD Vida         | 26  | 18 | 7 | 5 | 6  | 23 | 18 | +5   |
| 4    | CD Marathon     | 25  | 18 | 7 | 4 | 7  | 21 | 17 | +4   |
| 5    | Real España (T) | 25  | 18 | 6 | 7 | 5  | 25 | 25 | 0    |
| 6    | CD Necaxa (P)   | 24  | 18 | 5 | 9 | 4  | 25 | 24 | +1   |
| 7    | Hispano FC (en) | 24  | 18 | 5 | 9 | 4  | 16 | 18 | -2   |
| 8    | Deportes Savio  | 20  | 18 | 5 | 5 | 8  | 25 | 36 | -11  |
| 9    | CD Platense     | 17  | 18 | 4 | 5 | 9  | 21 | 29 | -8   |
| 10   | CD Victoria     | 14  | 18 | 3 | 5 | 10 | 25 | 35 | -10  |

| Légende : Qualifications et relégations | Légende : Qualifications et relégations                  |
| --------------------------------------- | -------------------------------------------------------- |
|                                         | Qualifié pour les demi-finales                           |
|                                         | (T) : Tenant du titre (P) : Promu de la saison 2009-2010 |

#### Matchs
| Résultats (▼dom., ►ext.)                                   | Sav | His | Mar | Mot | Nex | Oli | Pla | Esp | Vic | Vid |
| Deportes Savio                                             |     | 1-0 | 2-1 | 3-3 | 2-2 | 0-0 | 4-2 | 3-3 | 2-1 | 1-0 |
| Hispano FC (en)                                            | 2-0 |     | 0-0 | 0-0 | 2-0 | 1-0 | 1-0 | 2-3 | 2-1 | 0-0 |
| CD Marathon                                                | 1-0 | 2-1 |     | 0-1 | 2-2 | 0-1 | 0-1 | 2-0 | 3-0 | 2-1 |
| CD Motagua                                                 | 4-1 | 0-0 | 1-0 |     | 1-1 | 2-1 | 1-1 | 2-3 | 0-2 | 2-0 |
| CD Necaxa                                                  | 4-0 | 2-2 | 1-0 | 0-1 |     | 1-0 | 1-0 | 2-1 | 2-2 | 0-0 |
| CD Olimpia                                                 | 2-1 | 6-0 | 1-1 | 1-1 | 2-0 |     | 1-0 | 1-0 | 3-1 | 2-1 |
| CD Platense                                                | 2-0 | 1-1 | 1-2 | 1-3 | 1-1 | 1-1 |     | 0-1 | 2-2 | 2-1 |
| Real España                                                | 1-1 | 1-1 | 2-2 | 2-1 | 2-2 | 0-0 | 2-1 |     | 2-3 | 0-1 |
| CD Victoria                                                | 3-1 | 0-0 | 0-2 | 1-2 | 3-3 | 1-2 | 3-4 | 1-1 |     | 0-2 |
| CD Vida                                                    | 5-3 | 1-1 | 2-1 | 0-0 | 3-1 | 0-0 | 4-1 | 0-1 | 2-1 |     |
| - Victoire à domicile - Match nul - Victoire à l'extérieur |     |     |     |     |     |     |     |     |     |     |

#### Classement cumulatif
| Rang | Équipe          | Pts | J  | G  | N  | P  | Bp | Bc | Diff |
| ---- | --------------- | --- | -- | -- | -- | -- | -- | -- | ---- |
| 1    | CD Olimpia,     | 61  | 36 | 16 | 13 | 7  | 53 | 30 | +23  |
| 2    | CD Marathon     | 56  | 36 | 15 | 11 | 10 | 47 | 35 | +12  |
| 3    | Real España (C) | 54  | 36 | 13 | 15 | 8  | 53 | 47 | +6   |
| 4    | CD Motagua (C)  | 52  | 36 | 13 | 13 | 10 | 46 | 42 | +4   |
| 5    | CD Vida         | 51  | 36 | 14 | 9  | 13 | 49 | 41 | +8   |
| 6    | CD Victoria     | 46  | 36 | 13 | 7  | 16 | 51 | 59 | -8   |
| 7    | CD Necaxa (P)   | 43  | 36 | 10 | 13 | 13 | 43 | 43 | 0    |
| 8    | CD Platense     | 43  | 36 | 12 | 7  | 17 | 41 | 51 | -10  |
| 9    | Deportes Savio  | 41  | 36 | 10 | 11 | 15 | 47 | 66 | -19  |
| 10   | Hispano FC (en) | 37  | 36 | 8  | 13 | 15 | 33 | 49 | -16  |

| Légende : Qualifications et relégations | Légende : Qualifications et relégations                                                |
| --------------------------------------- | -------------------------------------------------------------------------------------- |
|                                         | Ligue des champions de la CONCACAF 2011-2012 (Phase de groupes)                        |
|                                         | Ligue des champions de la CONCACAF 2011-2012 (Tour préliminaire)                       |
|                                         | Relégué en Liga Nacional de Ascenso                                                    |
|                                         | (C) : Vainqueur d'un des deux tournois de la saison (P) : Promu de la saison 2009-2010 |

### La Phase Finale
Les quatre équipes qualifiées sont réparties dans le tableau final d'après leur classement général, le deuxième affrontant le troisième et le premier affrontant le quatrième lors des demi-finales.
En cas d'égalité sur la somme des deux matchs, c'est la position au classement général qui départage les deux équipes, sauf pour la finale où des prolongations puis une séance de tirs au but ont éventuellement lieu.

#### Tableau
|  |             |            |            |            |            |     |   |        |        |        |        |        |
|  | 1/2 finale  | 1/2 finale | 1/2 finale | 1/2 finale | 1/2 finale |     |   | Finale | Finale | Finale | Finale | Finale |
|  |             |            |            |            |            |     |   |        |        |        |        |        |
|  |             |            |            |            |            |     |   |        |        |        |        |        |
|  | CD Olimpia  | (1)        | 0          | 1          |            |     |   |        |        |        |        |        |
|  | CD Olimpia  | (1)        | 0          | 1          |            |     |   |        |        |        |        |        |
|  | CD Marathon | (4)        | 1          | 0          |            |     |   |        |        |        |        |        |
|  | CD Marathon | (4)        | 1          | 0          | CD Olimpia | (1) | 2 | 1      |        |        |        |        |
|  |             |            |            |            |            | (1) | 2 | 1      |        |        |        |        |
|  |             |            | CD Motagua | (2)        | 2          | 3   |   |        |        |        |        |        |
|  | CD Motagua  | (2)        | CD Motagua | (2)        | 2          | 3   | 0 | 3      |        |        |        |        |
|  | CD Motagua  | (2)        |            |            |            |     | 0 | 3      |        |        |        |        |
|  | CD Vida     | (3)        | 1          | 2          |            |     |   |        |        |        |        |        |
|  | CD Vida     | (3)        | 1          | 2          |            |     |   |        |        |        |        |        |

#### Demi-finales
| Club       | Aller | Retour | Club        | Commentaire |
| CD Olimpia | 0-1   | 1-0    | CD Marathon |             |
| CD Motagua | 0-1   | 3-2    | CD Vida     |             |

#### Finale
| Match aller | CD Motagua                             | 2:2   | CD Olimpia                               | Stade Tiburcio Carias Andino                 |                                              |
| 8 mai 2011  | Amado Guevara 42e · Jerry Bengtson 68e | (1:1) | Douglas Caetano 10e · Ramiro Bruschi 74e | Spectateurs : 12 462 Arbitrage : Raúl Castro | Spectateurs : 12 462 Arbitrage : Raúl Castro |

| Match retour | CD Olimpia                  | 1:3   | CD Motagua                                                         | Stade Tiburcio Carias Andino                      |                                                   |
| 15 mai 2011  | Fábio de Souza Loureiro 29e | (1:1) | Jerry Bengtson 16e · Amado Guevara 46e · Jerry Bengtson 90e (pen.) | Spectateurs : 23 326 Arbitrage : Héctor Rodríguez | Spectateurs : 23 326 Arbitrage : Héctor Rodríguez |

## Bilan du tournoi
| Tableau d'Honneur     |            |
| Compétition           | Vainqueur  |
| Tournoi Clausura 2011 | CD Motagua |

| Qualifications continentales 2011-2012 |                       |
| Ligue des champions                    | Qualifiés             |
| Phase de groupes                       | Real España           |
| Tour Préliminaire                      | CD Motagua CD Olimpia |

| Promotions et relégations           |                       |
| Relégué en Liga Nacional de Ascenso | Hispano FC (en)       |
| Promu de Liga Nacional de Ascenso   | Atlético Choloma (en) |

## Statistiques

### Buteurs
| Rang | Nom                   | Équipe          | Buts |
| 1    | Jerry Bengtson        | CD Motagua      | 15   |
| 2    | Ney Costa             | Deportes Savio  | 12   |
| 3    | Elmer Zelaya          | CD Victoria     | 9    |
| 4    | Rolando López         | Deportes Savio  | 7    |
| 4    | Oscar Torlacoff       | Hispano FC (en) | 7    |
| 6    | Eddie Hernández       | CD Platense     | 6    |
| 6    | Julio Pablo Rodríguez | Real España     | 6    |
| 8    | 8 joueurs             | 8 joueurs       | 5    |